# Тромбофлебит
Тромбофлеби́т (от тромб и флебит) — тромбоз с воспалением стенки вены и образованием тромба, закрывающего её просвет.

## Причины тромбофлебита
В развитии заболевания лежит комплекс причин:
- инфекция
- наследственная и приобретенная склонность крови к образованию тромбов (коагулопатии или тромбофилия)
- замедление тока крови
- понижение реактивности организма
- нарушение целости стенок сосудов (травма вены)
- изменение состава крови

Иногда тромбофлебит — осложнение родов, различных операций, инфекционных заболеваний, злокачественных новообразований.

## Виды тромбофлебитов
Различают тромбофлебиты поверхностных, часто варикозно изменённых (см. Варикозное расширение вен), и глубоких вен; особенно часто поражаются вены нижних конечностей и малого таза, реже — полые, воротная, печёночные.
Острый тромбофлебит проявляется болями в области тромбированных вен, повышением температуры тела, ознобами. Для тромбофлебита поверхностных вен характерны болезненные уплотнения с покраснением кожи по ходу вен; для тромбофлебита глубоких вен — отёк конечности вследствие резкого нарушения венозного оттока. Гнойное расплавление тромба и распространение инфекции с током крови называется септическим тромбофлебитом. Возможно хроническое течение тромбофлебита с периодическими обострениями. Наиболее опасное осложнение тромбофлебита — отрыв тромба (или его части) и попадание в лёгочную артерию (см. Эмболия, Тромбоэмболия лёгочной артерии).
По расположению воспалённого участка известны тромбофлебиты нижних и верхних конечностей, тромбофлебит сосудов внутренних органов.

## Диагностика
- Ультразвуковые методы диагностики (доплерография и дуплексное, триплексное ангиосканирование вен, УЗИ соноэластография).
- Компьютерная томография, КТ-ангиография.
- Анализы крови, в том числе коагулологические исследования крови.

Всем пациентам с острым или рецидивирующим тромбофлебитом желательно пройти рентгенографию грудной клетки для исключения тромбоэмболии лёгочной артерии.

## Лечение
Лечение тромбофлебита зависит от стадии и формы заболевания. В случаях, когда тромбофлебит вызван неправильным проведением инъекций, используют спиртовые компрессы и антикоагулянты (например, гепариновую мазь). При инфекционной этиологии используют антибиотики, при тяжелых случаях — оперативное вмешательство и другие методы. Кроме того, можно использовать препараты парнапарина натрия: Острый тромбофлебит поверхностных вен, варикофлебит: 0,6 мл (6400 анти-Xa ME) или 0,4 мл (4250 анти-Xa ME) или 0,3 мл (3200 анти-Xa ME) в зависимости от тяжести заболевания 1 раз в сутки в течение не менее 20 дней.